# Notopais quadrispinosa
Notopais quadrispinosa är en kräftdjursart som först beskrevs av Frank Evers Beddard 1886.  Notopais quadrispinosa ingår i släktet Notopais och familjen Munnopsidae. Inga underarter finns listade i Catalogue of Life.